# Mariska van Kolck
Mariska van Kolck (Amsterdam, 29 november 1963) is een Nederlands zangeres, presentatrice en actrice. Ze volgde de Opleiding der Hoge Kunsten van de Nel Roos Balletacademie. Ook was zij in Duitsland actief. Ze is ambassadrice van Villa Pardoes.

## Theater
Musical:
| Jaar             | Musical                                             | Rol                           | Producent                                           | Opmerking(en)                                                                                     |
| ---------------- | --------------------------------------------------- | ----------------------------- | --------------------------------------------------- | ------------------------------------------------------------------------------------------------- |
| 1997-1998        | De Jantjes                                          | Blonde Greet                  | Joop van den Ende Theaterproducties                 |                                                                                                   |
| 1998-1999        | De Tijdaffaire                                      | Loretta                       | Companions BV                                       | MuziekTheaterSpektakel t.g.v. 100 jaar Rabobank                                                   |
| 1999-2000        | Oliver                                              | Nancy                         | Joop van den Ende Theaterproducties                 | nominatie voor de John Kraaijkamp Musical Award voor beste vrouwelijk hoofdrol                    |
| 2000-2001        | 42nd Street                                         | Dorothy Brock                 | Joop van den Ende Theaterproducties                 | nominatie voor de John Kraaijkamp Musical Award voor beste vrouwelijk bijrol                      |
| 2002             | Musicals in Ahoy'; All Star Musical Gala            | soliste                       | Joop van den Ende Theaterproducties                 |                                                                                                   |
| 2004             | Musicals in Concert II                              | soliste                       | Joop van den Ende Theaterproducties                 |                                                                                                   |
| 2004-2005        | De Kleine Zeemeermin                                | Annemoon de Zeeheks           | De Efteling in co-productie met Studio 100          |                                                                                                   |
| 2005-2006        | Beauty And The Beast                                | Mevrouw Pot                   | Joop van den Ende Theaterproducties                 |                                                                                                   |
| 2006-2007        | Wat Zien Ik?!                                       | Nel, alias Haar van Boven     | De Graaf & Cornelissen Producties                   |                                                                                                   |
| 2007-2009        | Ciske de Rat - de musical                           | Tante Jans                    | Joop van den Ende Theaterproducties                 | Beloond met de John Kraaijkamp Musical Award voor beste vrouwelijke hoofdrol in een grote musical |
| 2009-2010        | Chicago                                             | Roxy Hart                     | Mark Vijn Theaterproducties                         | Beloond met de John Kraaijkamp Musical Award voor beste vrouwelijke hoofdrol in een grote musical |
| 2011             | La Cage Aux Folles                                  | Marie Dindon                  | Joop van den Ende Theaterproducties                 |                                                                                                   |
| oktober 2011     | Enkel Maar Liefde                                   |                               | M-Lab                                               |                                                                                                   |
| 2013-2014 & 2015 | Sonneveld                                           | Conny Stuart & Fien de la Mar | Albert Verlinde Entertainment / Stage Entertainment |                                                                                                   |
| 2014-2015        | Moeder, Ik Wil Bij De Revue                         | Riet Hoogendoorn (alternate)  | Stage Entertainment                                 |                                                                                                   |
| 2015             | Musicals in Concert 2015 (Ziggo Dome)               | soliste                       | Stage Entertainment                                 |                                                                                                   |
| 2016             | Nonsens                                             | zuster Maria Futilia          | DommelGraaf & Cornelissen Entertainment             |                                                                                                   |
| 2017-2018        | Tina de musical                                     | de oma van Tina               | Homemade Productions                                |                                                                                                   |
| 2018-2019        | Op Hoop van Zegen                                   | Knier                         | De Graaf & Cornelissen Entertainment                |                                                                                                   |
| 2018 & 2019      | Liften                                              | Veronique Defort              | I&L Entertainment                                   | een muzikale komedie                                                                              |
| 2020             | Haal Het Doek Maar Op - Van Appelscha tot Zierikzee | Lonneke Rimini                | De Graaf & Cornelissen Entertainment                |                                                                                                   |
| 2021-2022        | Titanic                                             | Ida Straus                    | De Graaf & Cornelissen Entertainment                |                                                                                                   |
| 2024             | Je Anne                                             | Auguste van Pels              | Mark Vijn                                           |                                                                                                   |
| 2024             | Musicals Gone Mad                                   | Presentator                   | M Theaterproducties                                 | Bonte avond van het musicalseizoen                                                                |
| 2024-2025        | Saturday Night Fever (musical)                      | Flo Manero                    | De Graaf & Cornelissen Entertainment                |                                                                                                   |
| 2025-2026        | The Wiz (musical)                                   | Glinda                        | Van Hoorne Studios                                  |                                                                                                   |

Toneel
| Jaar | Toneelstuk          | Rol            | Producent                       |
| ---- | ------------------- | -------------- | ------------------------------- |
| 2005 | Happy Hour          | Viola de Vries | Ruud de Graaf Theaterproducties |
| 2012 | De Vagina Monologen | zichzelf       | Bos Theaterproducties           |
| 2017 | Boeing Boeing       | Huishoudster   | Theater van de Klucht           |

Overig
- Dinnershow of the Centuries - soliste (2002-2003)
- Top of the World - soliste (2008-2009, soloprogramma)
- Moviestars - soliste (2010-2011, soloprogramma)
- Foute Sarahs - gastartieste (2013)
- Majoor Bosshardt Gala - Majoor Bosshardt (8 juni 2013)
- Sinterklaas en de Malle Mijter (24 november en 1 december 2013)

## Filmografie

### Televisie

#### Als presentatrice
- Eurochart Top 50 - Sky Channel (1988-1989)
- Popformule - Sky Channel (1989)
- Popformule Plus - TROS (1991-1992)
- Medialand - AVRO (1991) - panellid
- Kinderkafee - SBS6 (1995)
- Wie ben ik? - RTL 4 (2000-2001)
- Bij Ron of André - RTL 4 (2000)
- Eerlijk Is Eerlijk - RTL 4 (2003)
- Bestemming Nederland - RTL 4 (2003-2008)
- Dayzers on Tour - RTL 4 (2004)
- Familie Team - RTL 4 (2012)

#### Als actrice
Gastrollen in diverse series waaronder:
- Zeg 'ns Aaa (1986), als: meisje (in de aflevering Dat moet toch)
- Tatort (Duitsland) (1990), als: Hendrikje Eva Jansen (in de aflevering Medizinmänner)
- Sterne Des Südens (Duitsland) (1992), als: Ina
- Pleidooi (1993), als: Yvonne
- De Buurtsuper (1995), als: Kim

#### Deelnemer
- Welkom bij de Kamara's - SBS6 (2013)
- De Alleskunner VIPS - SBS6 (2022)
- Special Forces VIPS - Videoland (2022)
- Secret Duets - RTL 4 (2024)

### Film
- De gulle minnaar - Mascha Silman (1990)
- Pipo en de p-p-parelridder - Mammaloe (2003)

## Zang
In 1986 werd Mariska van Kolck gevraagd voor de Duitse nationale finale van het Eurovisiesongfestival om deel te nemen in de groep Clowns. Zij zongen een lied van Ralph Siegel en Michael Kunze.
Samen met Frank Ashton zong ze het duet Let Your Sun Shine. Deze single was Alarmschijf en behaalde de 3e plek in zowel de Nederlandse Top 40 als de Nationale Hitparade. In 1988 bracht ze nog een single uit genaamd Message Of Love.

## Personalia
Van Kolck is gescheiden en heeft twee zoons. Haar ex-man overleed in 2019. 